# Берлінгтон Тауншип (округ Бредфорд, Пенсільванія)
Берлінгтон Тауншип (англ. Burlington Township) — селище (англ. township) в США, в окрузі Бредфорд штату Пенсільванія. Населення — 681 особа (2020).

## Демографія
Згідно з переписом 2010 року, у селищі мешкала 791 особа в 307 домогосподарствах у складі 233 родин. Було 418 помешкань
Расовий склад населення:
| - 96,3 % — білих - 1,0 % — чорних або афроамериканців - 0,3 % — азіатів |

До двох чи більше рас належало 2,4 %. Частка іспаномовних становила 1,0 % від усіх жителів.
За віковим діапазоном населення розподілялося таким чином: 20,5 % — особи молодші 18 років, 63,3 % — особи у віці 18—64 років, 16,2 % — особи у віці 65 років та старші. Медіана віку мешканця становила 45,2 року. На 100 осіб жіночої статі у селищі припадало 108,2 чоловіків;  на 100 жінок у віці від 18 років та старших — 109,7 чоловіків також старших 18 років.
Середній дохід на одне домашнє господарство  становив 62 782 долари США (медіана — 52 500), а середній дохід на одну сім'ю — 70 716 доларів (медіана — 60 833). За межею бідності перебувало 15,7 % осіб, у тому числі 34,0 % дітей у віці до 18 років та 6,7 % осіб у віці 65 років та старших.
Цивільне працевлаштоване населення становило 374 особи. Основні галузі зайнятості: освіта, охорона здоров'я та соціальна допомога — 25,4 %, сільське господарство, лісництво, риболовля — 16,6 %, роздрібна торгівля — 15,5 %, виробництво — 14,7 %.